# Cyclodictyon fendleri
Cyclodictyon fendleri är en bladmossart som beskrevs av Brotherus 1907. Cyclodictyon fendleri ingår i släktet Cyclodictyon och familjen Hookeriaceae. Inga underarter finns listade i Catalogue of Life.